# Тровање Александра Литвињенка
Александар Литвињенко је био бивши официр руске Федералне службе безбедности (ФСБ) и КГБ-а. Године 1998. Литвињенко и неколико других руских обавештајних службеника рекли су да им је наређено да убију руског бизнисмена Бориса Березовског. Након тога, руска влада је почела да прогони Литвињенка. Побегао је у Уједињено Краљевство, одакле је критиковао руског председника Владимира Путина и руску владу. У егзилу, Литвињенко је радио са британским и шпанским обавештајним службама, делећи информације о руској мафији у Европи и њеним везама са руском владом.
Литвињенко је 1. новембра 2006. отрован и касније хоспитализован. Умро је 23. новембра, поставши прва потврђена жртва смртоносног синдрома акутног зрачења изазваног полонијумом-210. Литвињенкове тврдње о злочинима ФСБ-а и његове јавне оптужбе на самрти да Путин стоји иза његовог тровања резултирале су медијским извештавањем о догађају широм света.
Накнадне истраге британских власти о околностима Литвињенкове смрти довеле су до озбиљних дипломатских проблема између британске и руске владе. Септембра 2021, Европски суд за људска права (ЕЦХР) пресудио је да је Русија одговорна за убиство Литвињенка и наложио Русији да плати Литвињеновој супрузи 100.000 евра одштете плус 22.500 евра трошкова. ЕЦХР је утврдио ван разумне сумње да су Андреј Луговој и Дмитриј Ковтун убили Литвињенка. Одлука Суда је у складу са налазима британске истраге из 2016. Уједињено Краљевство је представило закључак да је убиство „вероватно одобрио господин Николај Патрушев, тада шеф ФСБ, а такође и председник Путин“.

## Позадина
Александар Литвињенко је био официр руске Федералне службе безбедности (ФСБ) који је избегао кривично гоњење у Русији и добио политички азил у Уједињеном Краљевству. У својим књигама Blowing up Russia: Terror from Within и Lubyanka Criminal Group, Литвињенко је навео да је ФСБ организовао бомбардовање стамбених зграда у Москви и другим руским градовима 1999. како би утро пут за Други чеченски рат, који је Владимира Путина довео на власт. Он је оптужио руске тајне службе да су преко свог чеченског агента провокатора организовале кризу са таоцима у позоришту у Москви и да су организовале пуцњаву у јерменском парламенту 1999. године. Такође је тврдио да је терориста Ајман ел Завахири био под контролом ФСБ-а када је посетио Русију 1997. године.
По доласку у Лондон, наставио је да подржава руског олигарха у егзилу Бориса Березовског у његовој медијској кампањи против руске владе.
Само две недеље пре смрти, Литвињенко је оптужио Путина да је наручио убиство Ане Политковске, руске новинарке и активисткиње за људска права.

## Болест и тровање
Првог новембра 2006. Литвињенко се изненада разболео. Раније тог дана срео је два бивша руска официра КГБ-а, Андреја Луговоја и Дмитрија Ковтуна, у Пине Бару хотела Миленијум у Лондону. Луговој је бивши телохранитељ руског бившег премијера Јегора Гајдара (такође наводно отрованог у новембру 2006), а касније шеф обезбеђења руског ТВ канала ОРТ. Литвињенко је такође ручао у Итсу, суши ресторану на Пикадилију у Лондону, са италијанским официром и „нуклеарним експертом“, Мариом Скарамелом, коме је изнео оптужбе о наводним везама Романа Продија са КГБ-ом. Скарамела, придружена Митрохиновој комисији која истражује продор КГБ-а у италијанску политику, тврдила је да има информације о смрти Ане Политковске, новинарке која је убијена у свом стану у Москви у октобру 2006. године. Проследио је папире Литвињенка који се наводно односе на њену судбину. Дана 20. новембра објављено је да се Скарамела сакрио и да се плашио за свој живот.
Увече 1. новембра Литвињенко је почео да повраћа, а касније је добио крваву дијареју. У једном тренутку није могао да хода без помоћи. Како се бол појачавао, Литвињенко је замолио своју супругу да позове хитну помоћ, пре него што је хоспитализован 3. новембра. Неколико недеља Литвињеново стање се погоршавало, док су лекари трагали за узроком болести. Окружен пријатељима, Литвињенко је постао физички слаб, а периоде дана је проводио без свести. На самрти, Литвињенко је детективима изјавио да верује да је председник Путин директно наредио његово убиство. Три дана пре његове смрти снимљене су фотографије Литвињенка и пуштене у јавност. „Желим да свет види шта су ми урадили“, рекао је.

### Отров
Литвињенко (под псеудонимом Едвин Картер) је 3. новембра 2006. примљен у болницу Барнет у северном Лондону, где је првобитно лечен од гастроентеритиса. Како му се стање погоршавало, рекао је лекарима свој прави идентитет и тврдио да је отрован, пре него што је 17. новембра пребачен у болницу Универзитетског колеџа у центру Лондона на интензивну негу. У почетку нису откривени никакви видљиви гама зраци; међутим, примећен је мали скок гама зрака при енергији од 803 кило-електрон волта (кеВ), једва видљив изнад позадине. Би-Би-Си је известио да је случајно други научник, који је деценијама раније радио на британском програму за израду атомске бомбе, случајно чуо расправу о малом шиљку и препознао га као сигнал гама зрака од радиоактивног распада полонијума-210, који је био критична компонента раних нуклеарних бомби. Увече 22. новембра, непосредно пре његове смрти, његови лекари су обавештени да је отров вероватно полонијум-210. Даљи тестови на већем узорку урина коришћењем спектроскопије дизајниране да детектују алфа честице потврдили су резултат следећег дана.
За разлику од већине уобичајених извора зрачења, полонијум-210 емитује врло мало гама зрачења (најистакнутији је гама зрак ниског интензитета при енергији од 803 кеВ), али велике количине алфа честица које не продиру чак ни у лист папира или у епидермис људске коже, и стога је релативно невидљив за уобичајене детекторе зрачења као што су Гајгерови бројачи. Ово је објаснило зашто су тестови које су урадили лекари и Скотланд Јард у болници са Гајгеровим бројачима били негативни. И гама зраци и алфа честице су класификоване као јонизујуће зрачење које може изазвати оштећење зрачења. Супстанца која емитује алфа може изазвати значајну штету само ако се прогута или удахне, делујући на живе ћелије као оружје кратког домета. Неколико сати пре смрти, Литвињенко је тестиран на алфа емитере помоћу посебне опреме.
Убрзо након његове смрти, британска агенција за здравствену заштиту (ХПА) изјавила је да су тестови утврдили да Литвињенко има значајне количине радионуклида полонијума-210 (210Po) у свом телу и да су они који су имали контакт са Литвињенком такође били изложени зрачења. Марио Скарамела, који је јео са Литвињенком у Итсуу, известио је да су му лекари рекли да тело има пет пута већу смртоносну дозу полонијума-210. Међутим, касније је утврђено да сто за којим је он седео са Литвињенком 1. новембра није радиоактивно загађен. Дана 30. новембра, објављено је да су даљи медицински тестови открили да Скарамела уопште није контаминирана. Британски и амерички владини званичници рекли су да употреба 210Po као отрова никада раније није документована, и да је то вероватно први пут да је неко тестиран на присуство 210 По у свом телу.
Касније је откривено да је отров био у чајнику у Пине Бару хотела Милленниум из којег је Литвињенко 1. новембра попио зелени чај. Симптоми уочени код Литвињенка изгледали су у складу са примењеном активношћу од приближно 2 GBq (50 mCi) што одговара око 10 микрограма 210Po. То је 200 пута већа од средње смртоносне дозе у случају гутања. Проучавања биодистрибуције 210Po коришћењем спектрометрије гама зрака у узорцима након смрти коришћена су за процену уноса од 4,4 ГБк.

### Талијум – почетна хипотеза
Скотланд Јард је првобитно истражио тврдње да је Литвињенко отрован талијумом . Пријављено је да су рани тестови потврдили присуство отрова. Међу карактеристичним ефектима тровања талијумом су губитак косе и оштећење периферних нерава, а фотографија Литвињенка у болници, објављена медијима у његово име, заиста показује да му је коса опала. Литвињенко је свој почетни опстанак приписао својој кардиоваскуларној кондицији и брзом медицинском лечењу. Касније је сугерисано да је радиоактивни изотоп талијума можда коришћен за тровање Литвињенка. Амит Натхвани, један од Литвињенкових лекара, рекао је: „Његови симптоми су помало чудни за тровање талијумом, а хемијски нивои талијума које смо успели да откријемо нису нивои које бисте видели у токсичности. Литвињеново стање се погоршало и он је 20. новембра пребачен на интензивну негу. Неколико сати пре смрти, рендгенским снимком су у његовом стомаку пронађена три неидентификована предмета кружног облика. Сматра се да су ови предмети готово сигурно сенке узроковане присуством пруске плаве боје, третмана који је добио због тровања талијумом.

## Смрт
Касно 22. новембра, Литвињенково срце је отказало, и он је умро следећег дана; званично време смрти било је 21:21 у болници Универзитетског колеџа у Лондону.
Обдукција је обављена 1. децембра. Литвињенко је прогутао полонијум-210, отровни радиоактивни изотоп. Сахрана је одржана 7. децембра у џамији у централном Лондону, након чега је његово тело сахрањено на гробљу Хајгејт у северном Лондону.

## Истрага

### Почетни кораци
Јединица за тероризам Метрополитанске полицијске службе Великог Лондона истражује тровање и смрт. Шеф Јединице за борбу против тероризма, заменик помоћника комесара Питер Кларк, изјавио је да ће полиција „ући у траг могућим сведоцима, испитати кретање господина Литвиненка у релевантним тренуцима, укључујући када се први пут разболео и идентификовати људе које је можда срео. Такође ће бити извршено опсежно испитивање ЦЦТВ снимака.“ Одбор Владе Уједињеног Краљевства ЦОБРА састао се да разговара о истрази. Ричард Колко из америчког ФБИ- а је изјавио „када то траже друге нације, ми пружамо помоћ“ – мислећи на то да се ФБИ сада придружује истрази због своје стручности о радиоактивном оружју. Метрополитенска полиција је 6. децембра 2006. објавила да Литвињенкову смрт третира као убиство. Интерпол се такође укључио у истрагу, обезбеђујући „брзу размену информација” између британске, руске и немачке полиције.

### Полонијумске стазе
Када је постало јасно да је Литвињенко отрован радиоактивном супстанцом, окупио се тим научника да истражи колико се зараза проширила; трагови полонијума-210 накнадно су пронађени на више од 40 локација у и ван Лондона. Детективи су открили три различита трага полонијума из три различита датума, што према истрази сугерише да су Андреј Луговој и Дмитриј Ковтун направили два неуспешна покушаја да дају полонијум Литвињенку пре последњег успешног покушаја. Први покушај се десио 16. октобра 2006, када су се Луговој и Ковтун састали са Литвињенком у Лондону; покушали су да га отрују у канцеларији Еринис интернешенел, компаније за обезбеђење, у улици Гросвенор 25, у Мејферу, а касније су ручали са њим у суши ресторану Итсу на Пикадили циркусу. Том приликом, Литвињенко је унео далеко мању количину полонијума од смртоносне дозе и преживео је иако се осећао болесно. Полонијумски трагови који су оставили пар такође су почели 16. октобра; Установљено је да су контаминирани сала за састанке Еринис, ресторан Итсу и њихове хотелске собе.
Очигледно, Луговој и Ковтун нису у потпуности схватили да рукују радиоактивним отровом. Новинар Лук Хардинг описао је њихово понашање као „идиотско, на ивици самоубиства“; док су руковали контејнером који цури, они су га чували у хотелским собама, користили обичне пешкире за чишћење цурења и на крају одложили отров у лавабоу купатила. Седамнаестог октобра, можда схвативши да су контаминирали своје собе, прерано су се одјавили, преселили се у други хотел и напустили Лондон следећег дана.
Још један неуспешан покушај убиства догодио се 25. октобра, када је Луговој поново одлетео у Лондон. Поново је оставио радиоактивне трагове у свом хотелу, Шератон Парк Лејн, улица Гросвенор 58, пре него што се састао са Литвињенком у хотелској чајџиници, али није дао отров, можда због сигурносних камера у соби. Поново је бацио отров путем умиваоника у својој соби и напустио Лондон.
Трећи покушај тровања Литвињенка десио се око 5  часова поподне 1. новембра у хотелу Милениум на Гросвенор скверу. Аутобус којим је путовао до хотела није имао знакове радиоактивности – али су у хотелу откривене велике количине. Полонијум је накнадно пронађен у соби на четвртом спрату и у шољици у Пине Бару у хотелу. После бара Милениум, Литвињенко је свратио у канцеларију Бориса Березовског. Користио је факс, где је касније пронађена радиоактивна контаминација. На 6 поподне, Ахмед Закајев је покупио Литвињенка и одвео га кући на Мусвел Хил. Количина радиоактивности коју је Литвињенко оставио у аутомобилу била је толико значајна да је аутомобил постао неупотребљив. Све што је додирнуо код куће током наредна три дана било је контаминирано. Његова породица није могла да се врати у кућу ни шест месеци касније. Његова супруга била је позитивна на уношење полонијума, али није оставила секундарни траг за собом. Ово сугерише да било ко ко је оставио траг није могао покупити полонијум од Литвињенка (вероватно укључујући Луговоја и Ковтуна). Обрасци и нивои радиоактивности које су атентатори оставили за собом сугеришу да је Литвињенко уносио полонијум, док су Луговој и Ковтун директно руковали њиме. Људско тело разблажује полонијум пре него што га излучи знојем, што доводи до смањеног нивоа радиоактивности. Такође су пронађени трагови отровара у бару Hey Jo/Abracadabra, ресторану Дар Маракеш и таксији Ламбет-Мерцедес.
Поред Литвињенка, трагове полонијума оставиле су само две особе: Луговој и Ковтун, који су били школски другови и раније радили за руске обавештајне службе у КГБ-у и ГРУ-у. Они су оставили значајније трагове полонијума од Литвињенка, што указује да су директно руковали радиоактивним материјалом.
Луговој и Ковтун су се са Литвињенком срели у хотелском бару Миленијум два пута, 1. новембра (када је дошло до тровања) и раније, 16. октобра.  Претпостављало се да је њихов први сусрет са Литвињенком био или проба будућег тровања, или неуспешан покушај тровања.
Трагови које је оставио Луговој пронађени су и у канцеларији Березовског коју је посетио 31. октобра, дан пре другог састанка са Литвињенком. Трагови које је оставио Ковтун пронађени су у Хамбургу у Немачкој. Оставио их је на путу за Лондон 28. октобра. Трагови су пронађени у путничким авионима БА875 и БА873 из Москве за Хитроу 25. и 31. октобра, као и на летовима БА872 и БА874 од Хитроуа до Москве 28. октобра и 3. новембра.
Андреј Луговој је рекао да је летео из Лондона за Москву 3. новембра. Он је навео да је у Лондон стигао 31. октобра да би присуствовао фудбалској утакмици између Арсенала и ЦСКА из Москве 1. новембра.
Бритиш ервејз је касније објавио листу од 221 лета контаминиране летелице, у којој је учествовало око 33.000 путника, и саветовао потенцијално погођене да се за помоћ обрате Министарству здравља Уједињеног Краљевства. Они су 5. децембра послали имејл свим својим клијентима, обавештавајући их да је британска Агенција за здравствену заштиту све авионе прогласила безбедним и да ће поново ући у употребу.

### Британски захтев за екстрадицију
Британске власти су истражиле смрт и 1. децембра је објављено да су научници из Института за атомско оружје пронашли извор полонијума до нуклеарне електране у Русији. У извештајима се 3. децембра наводи да је Британија захтевала право да разговара са најмање пет Руса умешаних у смрт Литвињенка, а руски министар спољних послова Сергеј Лавров је изјавио да је Москва спремна да одговори на „конкретна питања“. Руски генерални тужилац Јуриј Чајка рекао је у уторак 5. децембра да ће се сваком руском држављанину који би могао бити оптужен за тровање бити суђено у Русији, а не у Британији. Штавише, Чајка је навео да британски детективи могу постављати питања руским држављанима само у присуству руског тужиоца.
Британско министарство иностраних послова је 28. маја 2007. поднело званични захтев руској влади за изручење Андреја Луговог Великој Британији како би се суочио са кривичним пријавама у вези са убиством Литвињенка.

### Одбијање екстрадиције
Руско генерално тужилаштво је одбило да изручи Луговоја, наводећи да изручење грађана није дозвољено према руском уставу (члан 61 Устава Русије). Руске власти су касније саопштиле да Британија није предала ниједан доказ против Луговог. Професор Данијел Таршис, бивши генерални секретар Савета Европе, прокоментарисао је да руски Устав заправо „отвара врата“ за екстрадицију, а Русија је ратификовала три међународна уговора о екстрадицији (10. децембра 1999.); наиме, Европска конвенција о екстрадицији и два Додатна протокола. Јуриј Федотов, амбасадор Руске Федерације, истакао је да је Руска Федерација, када је ратификовала Европску конвенцију о екстрадицији, дала изјаву у вези са чланом 6 у овим терминима: „Руска Федерација изјављује да у складу са чланом 61 (део 1) Устава Руске Федерације, држављанин Руске Федерације не може бити изручен другој држави“.
Дана 7. јула 2008, британски безбедносни извор рекао је за Би-Би-Си-јев Newsnight програм: „Ми веома чврсто верујемо да је случај Литвињенко имао неку умешаност државе. Постоје веома јаке индиције.“ Британска влада је тврдила да ниједан обавештајни или безбедносни званичник није овлашћен да коментарише случај.
У јануару 2016, јавна истрага Велике Британије, коју је водио сер Роберт Овен, открила је да су Андреј Луговој и Дмитриј Ковтун одговорни за тровање Литвињенка. Истрага је такође показала да постоји велика вероватноћа да су Луговој и Ковтун деловали под управом ФСБ-а и да су њихове акције вероватно одобрили и Николај Патрушев, директор ФСБ-а, и председник Владимир Путин.

### Carter v. Russia(Европски суд за људска права)
У септембру 2021. године, Европски суд за људска права (ЕЦХР) утврдио је да је Русија одговорна за убиство Литвињенка (кршење члана 2 Европске конвенције о људским правима, чији је Русија чланица од 1998. године). Налази Суда били су у складу са налазима истраге обављене у УК. Пресуђено је да је „ван разумне сумње да су атентат извршили“ Андреј Луговој и Дмитриј Ковтун; да су постојали "prima facie докази о умешаности државе" и да је постојао "снажан" случај да су двојица атентатора деловала као агенти руске државе; и да Русија није успела да истражи убиство нити да идентификује и казни одговорне. Суд је извукао неповољан закључак из одбијања Русије да открије било који документ из своје истраге. Суд је додао је у питању била: „планирана и сложена операција која укључује набавку ретког смртоносног отрова, аранжмане за путовање за пар и поновљени и непрекидни покушаји давања отрова указују на то да је господин Литвињенко био мета операције“.
Суд је одлучио да Русија треба да плати Литвињенковој удовици, подносиоцу представке, 100.000 евра на име нематеријалне штете и 22.500 евра на име трошкова и издатака. Одбио је захтев подносиоца представке за "казнену" одштету у износу од 3,5 милиона евра, у складу са својом устаљеном праксом.

## Можда повезани догађаји

### Фотографија Литвињенка за вежбање гађања (Русија, 2002, 2006)
У јануару 2007. пољски лист Дзиенник је открио да је мета са Литвињенковом фотографијом коришћена за вежбање гађања Центра за обуку Витјаза у Балашихи у октобру 2002. Центар није био повезан са владом већ је обучавао телохранитеље, утериваче дугова и приватне безбедносне снаге, иако је у новембру 2006. центар користила јединица специјалних снага Витјаз (Спетназ) за квалификациони испит јер је њихов центар био под реновирање. Мете су фотографисане када је председник Савета Федерације Русије Сергеј Миронов дошао у посету 7. новембра 2006. године.

### Покушај убиства Пола Џојала (САД, 2007)
Дана 2. марта 2007. године, Пол Џојал, бивши директор безбедности обавештајног комитета америчког Сената, који је претходног викенда на националној телевизији тврдио да је Кремљ умешан у тровање Литвињенка, упуцан је у близини своје куће у Мериленду. Портпарол Федералног Истражног бироа је рекао да агенција помаже полицијској истрази о пуцњави. Полиција није желела да потврди детаље пуцњаве или стања Џојала. Особа упозната са случајем рекла је да је у критичном стању у болници. Саопштено је да, иако нема индиција да је пуцњава повезана са случајем Литвињенко, необично је да се ФБИ умеша у локални инцидент са пуцњавом. Особа упозната са ситуацијом рекла је да је NBC ангажовао телохранитеље за неке од новинара укључених у програм.

### Сумњива смрт научника радијације (УК, 2016)
Научник специјализован за радијацију Метју Панчер, радећи са колегама, израчунао је количину полонијума у Литвињенковом телу након његове смрти. Током 2015. и 2016. године боравио је у радним посетама Русији. Вратио се из Русије „потпуно промењен“ – дубоко депресиван и опседнут својом грешком у софтверском програму. У мају 2016. пронађен је мртав у својој кући са вишеструким обимним ранама од два кухињска ножа. Није било доказа да је убијем од треће особе. Патолог из Министарства унутрашњих послова др Николас Хант није могао у потпуности да искључи да је неко други био умешан, али је прогласио да су ране самонанете и да је узрок смрти крварење. Оваква самоубиства су изузетно ретка – једна студија броји 8 случајева вишеструких рана за 513.182 самоубиства.

### Покушај атентата на Скрипаља (УК, 2018)
Сергеј Скрипаљ је бивши руски војни обавештајац који је деловао као двоструки агент за британске обавештајне службе током 1990-их и раних 2000-их. У децембру 2004. ухапсила га је руска Федерална служба безбедности (ФСБ) и касније му је суђено, осуђен за велеиздају и осуђен на 13 година затвора. Настанио се у УК 2010. године након размене шпијуна. Четвртог марта 2018. он и његова ћерка Јулија, која му је била у посети из Москве, отровани су нервним агенсом „Новичок“ . До 15. марта 2018. били су у критичном стању у окружној болници Солсбери. Тровање се истражује као убиство у покушају. Има и руско и британско држављанство. Руски амбасадор у УК Александар Јаковенко рекао је 21. марта 2018. да је Сергеј Скрипаљ такође руски држављанин. Дана 29. марта, Јулија је била ван критичног стања, при свести и могла је да прича. Недељу дана касније, 6. априла, речено је да Скрипаљ више није у критичном стању. Отпуштен је 18. маја.
Детектив-наредник Ник Бејли, који је био контаминиран агентом коришћеним у покушају атентата на Скрипаља, претрпео је тешке здравствене и финансијске последице. Дон Стурџис и њен партнер, Чарли Роули, такође су случајно били изложени отрову Новичок, који је довео до смрти Дон Стурџис.

## Полонијум-210

### Извори и производња полонијума
Слободни убица вероватно не би могао да произведе полонијум од комерцијално доступних производа у количинама које се користе за Литвињенково тровање, јер се макроскопске количине полонијума могу произвести само у нуклеарним реакторима регулисаним државним законима и управом, иако би се полонијум могао извући из јавно доступних производа, као што су антистатички вентилатори.
Како је производња полонијума-210 прекинута у већини земаља крајем 2000-их, сва легална светска производња полонијума-210 (210Po) одвија се у Русији у реакторима РБМК. Русија  Русија око 85 грама (450.000 Ci)  годишње. Више од месец дана раније ову или другу цифру је Илкаев исправио на 0,8 грама месечно.
Производња полонијума почиње бомбардовањем бизмута (209 Би) неутронима у нуклеарним реакторима Мајак у Озерску, у близини града Чељабинска у Русији. Производ се затим пребацује у електромеханичку фабрику Авангард у затвореном граду Сарову . Ово наравно не искључује могућност да је полонијум који је убио Литвињенка увезао лиценцирани комерцијални дистрибутер, али нико — укључујући руску владу — није предложио да је то вероватно, посебно у погледу радијације откривене на путнику компаније Бритиш ервејз, на лету између Москве и Лондона.
Полонијум-210 има време полураспада од 138 дана. Стога је извор смањен на око једну шеснаестину своје првобитне радиоактивности око 18 месеци након производње. Мерењем удела полонијума и олова у узорку, може се утврдити датум производње полонијума. Анализа нечистоћа у полонијуму (нека врста "отиска прста") омогућава идентификацију места производње. Британски професор теоријске физике Норман Домбеј пронашао је изотоп коришћен у убиству Литвињенка.
Поред тога, Домбеј је истакао да Авангард фабрика у Сарову, одакле је потекла супстанса, испоручује метални полонијум, који је морао бити даље прерађен у раствор као што је коришћено у атентату на Литвињенка и сматрао је вероватном умешаност лабораторије ФСБ за отрове.

### Могућа мотивација за коришћење полонијума-210
Филип Вокер, професор физике на Универзитету у Сарију, рекао је: „Изгледа да је ово супстанца пажљиво одабрана због њене способности да се тешко открије код особе која ју је прогутала. Олег Гордијевски, највиши агент КГБ-а који је икада пребегао у Британију, дао је сличан коментар да су руске тајне службе пажљиво припремале и увежбавале убиство Литвињенка, али тровачи нису знали да постоји технологија за откривање трагова које је оставио полонијум: „Да ли сте знали да полонијум-210 оставља трагове? Ја нисам. И нико није.... оно што нису знали је да та опрема, ова технологија постоји на Западу – они то нису знали, и ту су погрешно срачунали.“
Ник Прист, нуклеарни научник и стручњак за полонијум који је радио у већини руских нуклеарних истраживачких објеката, каже да је, иако је извођење завере било „напад глупости“, избор полонијума био „генијалност“. Он каже: „Избор отрова је био генијалан у том полонијуму, који се носи у бочици у води, може да се носи у џепу кроз уређаје за проверу аеродрома без укључивања аларма“, додајући, „једном када се примени, полонијум ствара симптоме који не 'не сугерисати отров данима, дајући времена починитељу да побегне." Прист тврди да „ко год је то урадио вероватно није био стручњак за заштиту од зрачења, тако да вероватно нису схватили колико контаминације можете добити само отварањем врха (бочице) и поновним затварањем.“
Филмски режисер и пријатељ Литвињенка Андреј Некрасов сугерисао је да је отров „садистички дизајниран да изазове спору, мучну и спектакуларну смрт“. Експерт за Русију Пол Џојал је сугерисао да је „пренета порука сваком ко жели да говори против Кремља... Ако то урадите, без обзира ко сте, где сте, ми ћемо вас пронаћи и ућуткати, на најстрашнији могући начин.“

## руски одговор

### Први коментари
Тровање Литвињенка одмах је изазвало сумње да су га убиле руске тајне службе. Виктор Иљухин, заменик председника Одбора за безбедност руског парламента за Комунистичку партију Руске Федерације, рекао је да „не може искључити ту могућност“. Он се очигледно позвао на недавни руски закон о борби против тероризма који председнику даје право да нареди такве акције. Истражитељ бомбашких напада на станове 1999. године, Михаил Трепашкин, написао је у писму из затвора да је тим ФСБ-а организовао 2002. године да убије Литвињенка. Он је такође известио о плановима ФСБ да убију рођаке Литвињенка у Москви 2002. године, иако они нису спроведени. Члан Државне думе Сергеј Абелцев је 24. новембра 2006. прокоментарисао: „Издајнику је стигла заслужена казна. Уверен сам да ће ова страшна смрт бити озбиљно упозорење издајницима свих боја, где год да се налазе: У Русији не опраштају издају. Препоручио бих грађанину Березовском да избегава било какву храну на комеморацији за свог саучесника Литвињенка.

### Даља реакција Русије
Многе публикације у руским медијима сугерисале су да је смрт Литвињенка повезана са Борисом Березовским.
Убрзо након инцидента, руска влада је одбацила наводе о умешаности ФСБ у атентат користећи аргумент да Литвињенко „није важан“ и „ментално нестабилан“, имплицирајући да влада није имала интереса да убије тако безначајну фигуру. Међутим, Едуард Лимонов је приметио да је исти аргумент изнет након убиства Ане Политковске и описао Литвињенкову смрт као „веома јавно погубљење“.
Чинило се да је објашњење које је изнела руска влада да је смрт Литвињенка и Политковске имала за циљ да осрамоти председника Путина. Друге оптужбе су укључивале умешаност лажних чланова ФСБ-а или сугестије да је Литвињенко убијен због његовог истраживања одређених руских корпорација или државних званичника, или као политичке интриге да се поткопа председник Путин.
У децембру 2006. Литвињенков отац Валтер оптужио је председника Путина да је наредио убиство његовог сина и рекао да нема сумње да је ФСБ умешан. „Цинично убиство мог сина било је прорачунат чин застрашивања“, рекао је он. У априлу 2018, Литвињенко старији, који се вратио у Русију 2012. након периода изгнанства у Италији, појавио се у 30-минутном интервјуу на РТ-у и рекао да му је сина убио Алекс Голдфарб, за кога је рекао да је агент ЦИА. Утврђено је да су касније тврдње старијег Литвенка лажне.

## Осумњичени
Андреи Луговој
Бивши официр Федералне службе заштите и милионер који се састао са Литвињенком на дан када се разболео (1. новембра). Он је посетио Лондон најмање три пута у месецу пре Литвињенкове смрти и четири пута се састао са жртвом. Трагови полонијума-210 откривени су у сва три хотела у којима је Луговој одсео после лета за Лондон 16. октобра, иу ресторану Песцатори у улици Довер, Маифаир, где се претпоставља да је Луговој вечерао пре 1. новембра; и у два авиона којима је путовао. Он је одбио да каже да ли је био контаминиран полонијумом-210. Крунско тужилаштво га је оптужило за убиство и послало захтев за екстрадицију Русији који укључује сажетак доказа, али једина трећа страна која је видела захтев за екстрадицију, амерички новинар Едвард Епштајн, описао је аргументацију као „срамно танку."
Дмитриј Ковтун
Руски бизнисмен и бивши агент КГБ-а који је срео Литвињенка у Лондону прво средином октобра, а затим 1. новембра, на дан када се Литвињенко разболео. Ковтун је 7. децембра хоспитализован, а неки извори су првобитно рекли да је у коми. Немачка полиција је 9. децембра пронашла трагове радијације у стану у Хамбургу који користи Ковтун. Следећег дана, 10. децембра, немачки истражитељи идентификовали су откривени материјал као полонијум-210 и разјаснили да је супстанца пронађена тамо где је Ковтун спавао ноћ пре поласка за Лондон. Британска полиција такође извештава да је открила полонијум у авиону којим је Ковтун путовао из Москве. Још три места у Хамбургу су била контаминирана истом супстанцом. Ковтун је 12. децембра рекао за медије да се његово „здравље поправља“. Ковтун је био под истрагом немачких детектива због сумње на шверц плутонијума у Немачку у октобру. Немачка је одустала од поступка против Ковтуна новембра 2009.

## Други људи повезани са случајем
Јегор Гајдар
Изненадна болест Јегора Гајдара у Ирској 24. новембра 2006, на дан Литвињенкове смрти, повезана је са његовом посетом ресторану у којем је био полонијум и истражује се као део свеукупне истраге у Великој Британији и Ирској., Други посматрачи су приметили да је вероватно отрован након што је попио шољу чаја чудног укуса. Гајдар је одведен у болницу; лекари су рекли да његово стање није животно угрожено и да ће се опоравити. Овај инцидент је био сличан тровању Ане Политковске на лету за Беслан. После тога, Гајдар је тврдио да су непријатељи Кремља покушали да га отрују.
Марио Сцарамелла
Агенција за здравствену заштиту Уједињеног Краљевства (HPA) саопштила је да су значајне количине полонијума-210 пронађене у Марију Скарамели, иако је утврђено да је његово здравље нормално. Примљен је у болницу ради тестова и праћења. Лекари кажу да је Скарамела био изложен много нижем нивоу полонијума-210 од Литвињенка и да прелиминарни тестови нису пронашли „никакве доказе о токсичности радијације“. Према The Independent, Скарамела је тврдио да је Литвињенко био умешан у шверц радиоактивног материјала у Цирих 2000.
Борис Володарски, пребег из КГБ-а који живи у Лондону, изјавио је да је Евгени Лимарев, још један бивши официр КГБ-а са пребивалиштем у Француској, наставио сарадњу са ФСБ-ом, инфилтрирао се у кругове поверења Литвињенка и Скарамеле и дезинформисао Скарамелу.
Игор Пономарјов
Игор Пономарјов је био руски дипломата чију је смрт Паоло Гузанти назвао могућим убиством.
Марина Литвињенко
У британским извештајима се наводи да је Литвињенкова удовица била позитивна на полонијум, иако није била озбиљно болесна. Хотел Ешдаун парк у Сасексу евакуисан је из предострожности, вероватно због претходне посете Скарамеле.
Ахмед Закајев
Форензичка истрага укључује и сребрни мерцедес испред Литвињенкове куће за који се верује да је у власништву његовог блиског пријатеља и комшије Ахмеда Закајева, тадашњег министра иностраних послова сепаратистичке владе у егзилу Ичкерије. Извештаји сада наводе да су у возилу пронађени трагови радиоактивног материјала.
Британска полиција
Два полицајца Лондонске метрополитенске полиције била су позитивна на тровање супстанцом.
Особље кафића
Откривено је да су неки од особља у бару у хотелу где је пронађена шоља за чај контаминирана полонијумом претрпела унос полонијума (доза у распону од десетина mSv). Међу тим људима су Норберто Андраде, главни бармен и дугогодишњи (27 година) радник у хотелу. Он је овако описао ситуацију:
„... Мислим да је полонијум попрскан у чајник. Контаминација је пронађена на горњој слици на којој је господин Литвињенко седео и по целом столу, столици и поду, тако да је то мора да је био спреј. Када сам излио остатке чајника у лавабо, чај је изгледао жуће него иначе и био је гушћи – изгледао је гњецаво. Извадио сам га из лавабоа и бацио у канту. Имао сам толико среће да нисам ставио прсте у уста, нити огребао око јер сам могао да увучем тај отров у себе.“

## Хронологија
- 7. јун 1994: Детонирана је бомба на даљинско управљање циљајући Мерцедес 600 у којем еј био олигарх Борис Березовски, његов возач и телохранитељ на задњем седишту. Возач је обезглављен, али је Березовски успео да преживи са тешким опекотинама. Литвињенко, који је тада био у јединици за организовани криминал ФСБ-а, био је истражни службеник покушаја атентата . Случај никада није решен, али се у том тренутку Литвињенко спријатељио са Березовским.
- 17. новембар 1998: У време док је Владимир Путин био на челу ФСБ-а, петорица официра, укључујући потпуковника Литвињенка, оптужују директора Управе за анализу криминалних организација генерал-мајора Јевгенија Хохолхова и његовог заменика, капетана 1. ранга Александра Камишњикова., да им је наредио да убију Бориса Березовског у новембру 1997.

### 2006.

#### Октобар 2006.
- 7. октобар : Руска новинарка и критичарка Кремља Ана Политковскаја убијена је у Москви.
- 16. октобар: Андреј Луговој лети за Лондон.
- 16–18. октобар: Бивши агент КГБ-а Дмитриј Ковтун посећује Лондон, за то време једе два оброка са Литвињенком, један од њих у суши бару Итсу (види 1. новембар 2006).[125][144]
- 17. октобар: Литвињенко посећује Risc Management, фирму за обезбеђење у Кевендиш Плејсу, са Луговим и Ковтуном.[77]
- 19. октобар: Литвињенко оптужује председника Путина за убиство Политковске.
- 28. октобар: Дмитриј Ковтун стиже у Хамбург, Немачка, из Москве летом Аерофлота. Немачка полиција касније открива да је сувозачко седиште аутомобила који га је покупило на аеродрому контаминирано полонијумом-210.
- 31. октобар : Дмитриј Ковтун путује у Лондон из Хамбурга. Немачка полиција је открила да је стан његове бивше жене у Хамбургу контаминиран полонијумом-210.[145]

#### Новембар 2006.
- 1. новембар: Према речима Олега Гордијевског, Литвињенко се састаје са Андрејем Луговим, Дмитријем Ковтуном и трећом особом у хотелу „Миленијум“ негде после 11.30 часова, где му је послужен чај. Све локације које је касније посетио показују трагове полонијума-210. Нешто после 3 поподне, у суши ресторану Итсу на Пикадију, Литвињенко се састаје са италијанским стручњаком за безбедност Марија Скарамелом, који му предаје наводне доказе у вези са убиством Политковске. Око 4:30 поподне поново се састаје са Луговим и Ковтуном у лондонском хотелу Милленниум, а састанак траје само 20 минута. Касније, Литвињенко одлази у канцеларију Бориса Березовског да копира папире које му је дала Скарамела и предаје их Березовском пре него што га је Ахмед Закајев одвезао кући око 17:20. Касније се разболи.[146][147][148]
- 3. новембар: Литвињенко је доведен у болницу Барнет.
- 11. новембар: Литвињенко каже за Би-Би-Си да је отрован и да је у веома лошем стању.
- 17. новембар: Литвињенко је премештен у болницу Универзитетског колеџа и стављен под оружану стражу.
- 19. новембар: Појављују се извештаји да је Литвињенко отрован талијумом, хемијским елементом који се у прошлости користио као отров за пацове .
- 20. новембар: Литвињенко је премештен на Јединицу интензивне неге . Полиција узима изјаве од људи који су блиски са Литвињенком. Говорник Кремља негира да је руска влада умешана у тровање.
- 22. новембар: Болница саопштава да се Литвињеново стање знатно погоршало.
- 23. новембар  9:21 поподне: Литвињенко умире.
- 24. новембар: Објављена изјава Литвињенка на самртној постељи. Он оптужује председника Владимира Путина да је одговоран за његову смрт. Кремљ одбацује оптужбе. ХПА саопштава да су у Литвињенковом телу пронађене значајне количине полонијума-210. Трагови исте супстанце налазе се и у Литвињеновој кући у северном Лондону, у Итсуу и у хотелу Милениум.
- 24. новембар: Сергеј Абелцев, посланик Државне думе из ЛДПР-а, у свом обраћању у Думи прокоментарисао је смрт Литвињенка следећим речима: Заслужена казна стигла је издајнику. Сигуран сам да ће његова страшна смрт бити опомена свим издајницима да се у Русији издаја не опрашта. Препоручио бих грађанину Березовском да избегава било какву храну на комеморацији свог саучесника Литвињенка.
- 24. новембар: Британска полиција наводи да истражује смрт као могуће тровање.
- 28. новембар: Скотланд Јард саопштава да су трагови полонијума-210 пронађени на седам различитих места у Лондону . Међу њима је и канцеларија руског милијардера Бориса Березовског, отвореног Путиновог противника.
- 29. новембар: ХПА најављује скрининг медицинских сестара и лекара који су лечили Литвињенка. Власти проналазе трагове радиоактивне супстанце у авионима Бритиш ервејза.
- 30. новембар: Трагови полонијума-210 пронађени су на бројним другим авионима, од којих већина иде за Москву.

#### Децембар 2006.
- 1. децембар: Извршена је обдукција тела Литвињенка. Токсиколошки резултати обдукције господина Литвињенка открили су два "шиљка" тровања радијацијом, што сугерише да је примио две одвојене дозе.[121] Скарамела је позитивна на полонијум-210 и примљена је у болницу. Литвињенкова удовица такође је позитивна на полонијум-210, али није послата у болницу на лечење.
- 2. децембар: Противтерористичка јединица Скотланд Јарда испитала је Јурија Швеца, бившег шпијуна КГБ-а који је емигрирао у Сједињене Државе 1993. године. Он је саслушан као сведок у Вашингтону у присуству службеника ФБИ. Шветс је тврдио да има „индикацију која може да објасни шта се догодило”.
- 6. децембар: Скотланд Јард је објавио да третира његову смрт као убиство.[48]
- 7. децембар: Збуњени извештаји наводе да је Дмитриј Ковтун хоспитализован, а разлог још није разјашњен.
- 7. децембар: Канцеларија генералног тужиоца Русије отворила је кривични поступак због тровања Литвињенка и Ковтуна по чланцима „Убиство извршено на начин који угрожава општу јавност“ (убийство, совершенное общеопасным способом) и „Покушај убиства две или више особа почињена на начин угрожавања опште јавности“.[149]
- 8. децембар: наведено је да је Ковтун у коми.[125]
- 9. децембар: Немачка полиција пронашла трагове радијације у стану у Хамбургу који користи Ковтун.[126]
- 9. децембар: Британска полиција идентификовала је једну шољу у Пинес бару у хотелу Милленниум у Мејферу, која је скоро сигурно била она која је коришћена за давање отрова.[150]
- 11. децембар: Андреја Луговог саслушавају у Москви УК Сцотланд Иард и Генерално тужилаштво Руске Федерације. Он одбија да открије било какве информације у вези са испитивањем.[151]
- 12. децембар: Дмитриј Ковтун каже руској ТВ станици да се његово „здравље [поправља]“.[49]
- 24. децембар: Марио Скарамела је ухапшен у Напуљу по повратку из Лондона, по очигледно неповезаним оптужбама.[152]
- 27. децембар: Генерални тужилац Русије Јуриј Чајка оптужио је Леонида Невзлина, бившег потпредседника <i>Јукоса</i>, прогнаног у Израел и дуго траженог од стране руских власти, за умешаност у тровање, што је Невзлин одбацио као бесмислицу.[153]

### 2007.

#### Фебруара 2007.
- 5. фебруар: Борис Березовски је рекао Би -Би-Сију да је на самрти Литвињенко рекао да је Луговој одговоран за његово тровање.[154]
- 6. фебруар: Објављен је текст писма које је Литвињенова удовица упутила Путину 31. јануара, у којем се тражи да Путин сарађује са британским властима на решавању случаја.[155]
- 8. фебруар 2007: Ажурирање истраге ХПА (Агенција за здравствену заштиту) о инциденту са полонијумом 210.[156]

#### Мај 2007.
- 21. мај: Сер Кен Макдоналд (директор јавног тужилаштва Енглеске и Велса ) каже да би Луговој требало да се суочи са суђењем за „тешки злочин“ убиства Литвињенка.
- 22. мај: Макдоналд најављује да ће Британија тражити изручење Луговог и покушати да га оптужи за убиство Литвињенка. Руска влада наводи да неће дозволити изручење ниједног руског држављанина.[157]
- 28. мај: Британско министарство иностраних послова званично је поднело захтев руској влади за изручење Луговог Великој Британији како би се суочио са кривичним пријавама.[66]
  - Устав Русије забрањује екстрадицију руских држављана страним државама (члан 61), па се захтев не може испунити.[158]

Захтеви за екстрадицију су били одобрени у прошлости (На пример, 2002. године Мурад Гарабајев је предат Туркменистану. Руски судови су касније прогласили изручење Гарабајева незаконитим и њему је додељено 20.000 евра одштете коју треба да плати Рус влада од стране Европског суда за људска права) Члан 63 не помиње изричито руске држављане, па се стога не односи на њих, већ само на стране држављане који живе у Русији. Члан 61 га замењује за особе које имају руско држављанство.
- 31. мај : Луговој је одржао конференцију за новинаре на којој је оптужио МИ6 да је покушао да га регрутује и за убиство окривио МИ6, руску мафију или одбеглог противника Кремља Бориса Березовског.[161]

#### Јул 2007.
- 16. јул: Британско министарство иностраних послова потврдило је да ће, као резултат руског одбијања да изручи Луговог, четворо руских дипломата бити протерано из руске амбасаде у Лондону.[162]
- 17. јул: Заменик руског министра спољних послова Александар Грушко прети да ће протерати 80 британских дипломата.[163]
- 19. јул: Портпарол руског министарства спољних послова Михаил Камињин објавио је указ о протеривању четворице британских дипломата из британске амбасаде у Москви.[164]

#### Октобар 2007.
- 27. октобар : Извештава се да је Александар Литвињенко био агент MI6. Такве тврдње су демантовали Марина Литвињенко[165] и Олег Гордијевски.[166]

#### Децембар 2008.
- У интервјуу од 16. децембра 2008. године, на питање шпанског листа Ел Паис да ли је Литвињенко могао бити убијен у интересу руске државе, Луговој – којег тражи британска полиција због сумње за убиство Литвињенка – је одговорио да ће наредити атентат било кога, на пример, председника Грузије Сакашвилија и пребега из КГБ-а Гордијевског, у интересу руске државе.[77][167]

## Поређења са другим смртима

### Смрти од гутања радиоактивних материјала
Према ИАЕА, 1960. године, особа је унела 74 MBk радијума (претпоставља се да је 226Ra) и ова особа је умрла четири године касније. Харолд Мекласки је преживео 11 година (на крају је умро од кардио респираторне инсуфицијенције) након уноса најмање 37 MBk од 241ам (изложен је 1976). Процењује се да је претрпео дозе од 18 Ги на коштану масу, 520 Ги на површину кости, 8 Ги на јетру и 1.6 Ги на плућа; такође се тврди да аутопсија није открила знакове рака у његовом телу. Октобарско издање часописа Health Physics из 1983. било је посвећено Макласкију, а наредни радови о њему појавили су се у издању из септембра 1995. године.

### Сличне сумњиве смрти и тровања
Направљена су поређења са наводним тровањем Виктора Јушченка 2004. године, наводним тровањем Јурија Шчекочихина 2003. и фаталним тровањем новинара Георгија Маркова 1978. од стране бугарског комитета за државну безбедност. Инцидент са Литвињенком је такође привукао поређења са тровањем радиоактивним (непотврђеним) талијумом КГБ пребега Николаја Хохлова и новинара Шчекочихина из Нове газете (интервју Нове газете са Шчекочихином припремила је руска новинарка Ана Политковска, која је касније пронађена убијена у својој стамбеној згради). Као и Литвињенко, Шчекочихин је истраживао бомбашке нападе на руске станове (био је члан Комисије Коваљова која је ангажовала Литвињенковог пријатеља Михаила Трепашкина као правног саветника).
КГБ пребег и британски агент Олег Гордијевски верује да убиства Јандарбјева, Јушенкова, Шчекочихина, Цепова, Политковске и инцидент са Литвињенком показују да се ФСБ вратио пракси политичких убистава, које је у прошлости спроводило Тринаесто одељење КГБ-а. Направљено је и поређење са Романом Цеповом који је био одговоран за личну безбедност Анатолија Собчака и Путина, а који је преминуо у Русији 2004. од тровања непознатом радиоактивном материјом.
Примјећено је да припадници специјалних снага ФСБ-а из Алфа групе и Вимпела користе фотографије Литвињенка за вјежбање гађања непосредно прије његовог тровања, према руској новинарки Јулији Латињиној.